# Charlottes tryllespind (film fra 2006)
Charlotte's Web er en real-/computeranimeret film, baseret på E.B. Whites populære bog af samme navn. Den blev distribueret af Gary Winick og produceret af Paramount Pictures, Walden Media, The Kerner Entertainment Company og Nickelodeon Movies. Screenplayet er af Susannah Grant og Karey Kirkpatrick, baseret på Whites bog.
Det er den anden filmudgave af Whites bog, med forgængeren værende en tegnefilm fra 1973, produceret af Hanna-Barbera for Paramount Pictures.
Den blev udgivet i Schweiz, Spanien og Holland af Universal Pictures.

## Skuespillere

### Mennesker
- Dakota Fanning (Fern Arable)
- Kevin Anderson (John Arable, Fern's far)
- Beau Bridges (Dr. Dorian)
- Louis Corbett (Avery Arable)
- Essie Davis (Mrs. Arable, Fern's mor)
- Siobhan Fallon Hogan (Mrs. Zuckerman)
- Gary Basaraba (Homer Zuckerman)
- Nate Mooney (Lurvy Zuckerman)

### Dyr
- Dominic Scott Kay (Grisen Wilbur)
- Julia Roberts (Edderkoppen Charlotte A. Cavatica )
- Steve Buscemi (Rptten Templeton )
- John Cleese (Fåret Samuel)
- Oprah Winfrey (Gåsen Gussie)
- Cedric the Entertainer (Gåsen Golly)
- Kathy Bates (Koen Bitsy)
- Reba McEntire (Koen Betsy)
- Robert Redford Jr. (Hesten Ike)
- Thomas Haden Church (Kragen Brooks)
- André Benjamin (Kragen Elwyn)
- Abraham Benrubi (Grisen Uncle)